# Teiichi Matsumaru
Teiichi Matsumaru (en japonès: 松丸 貞一, Matsumaru Teiichi; Bunkyō, Tòquio, Imperi Japonès, 28 de febrer de 1909 - 6 de gener de 1997) va ser un futbolista i entrenador japonès.

## Selecció japonesa
Teiichi Matsumaru va disputar 3 partits amb la selecció japonesa.